# Desperate Measures
Desperate Measures je první živé album americké rap rockové skupiny Hollywood Undead. Album bylo vydáno 10. listopadu 2009 vydavatelstvím A&M Records a Octone Records. Album obsahuje tři nové písně, tři coververze, remix skladby „Everywhere I Go“ a šest živých verzí, již dříve vydaných skladeb, z koncertu v Albuquerque v Novém Mexiku spolu s 60minutovým DVD s živými vystoupeními. Album se umístilo na 29. místě v žebříčku Billboard 200, na 10. místě v Top Rock Albums a na 15. místě v Top Digital Albums.

## Seznam skladeb

### Disk č. 1 (CD)
| Standardní edice | Standardní edice                         | Standardní edice |
| Pořadí           | Název                                    | Délka            |
| ---------------- | ---------------------------------------- | ---------------- |
| 1.               | „Dove and Grenade“                       | 2:54             |
| 2.               | „Tear It Up“                             | 3:14             |
| 3.               | „Shout at the Devil“ (Mötley Crüe cover) | 3:20             |
| 4.               | „Immigrant Song“ (Led Zeppelin cover)    | 2:40             |
| 5.               | „Bad Town“ (Operation Ivy cover)         | 2:44             |
| 6.               | „El Urgencia“                            | 3:44             |
| 7.               | „Everywhere I Go“ (Castle Renholdër mix) | 3:30             |
| 8.               | „Undead“ (live)                          | 4:48             |
| 9.               | „Sell Your Soul“ (live)                  | 3:23             |
| 10.              | „California“ (live)                      | 3:20             |
| 11.              | „Black Dahlia“ (live)                    | 3:55             |
| 12.              | „Everywhere I Go“ (live)                 | 3:44             |
| 13.              | „No. 5“ (live)                           | 3:29             |
| Celková délka:   | Celková délka:                           | 44:52            |

| iTunes bonusové skladby | iTunes bonusové skladby | iTunes bonusové skladby |
| Pořadí                  | Název                   | Délka                   |
| ----------------------- | ----------------------- | ----------------------- |
| 14.                     | „City“                  | 3:34                    |
| 15.                     | „Bottle and a Gun“      | 4:54                    |

### Disk č. 2 (DVD)
Živě z Sunshine Theater, Albuquerque, Nové Mexiko a z Marquee Theater, Tempe, Arizona. Mezi několika živými záběry z koncertu jsou vloženy segmenty interakcí s publikem, rozhovory a záběry ze zákulisí, které jsou z velké části černobílé.
| Pořadí | Název                                                   | Délka |
| ------ | ------------------------------------------------------- | ----- |
| 1.     | „Intro/Undead“                                          | 4:25  |
| 2.     | „Sell Your Soul“                                        | 3:14  |
| 3.     | „Faking the Folk“ (záběry ze zákulisí)                  |       |
| 4.     | „Bottle and a Gun“                                      | 3:22  |
| 5.     | „What's in a Name“ (záběry ze zákulisí)                 |       |
| 6.     | „California“                                            | 3:16  |
| 7.     | „First Time“ (záběry ze zákulisí)                       |       |
| 8.     | „No Other Place“                                        | 3:16  |
| 9.     | „City“                                                  | 3:33  |
| 10.    | „Favorite“ (záběry ze zákulisí)                         |       |
| 11.    | „Paradise Lost“                                         | 3:10  |
| 12.    | „Black Dahlia“                                          | 3:45  |
| 13.    | „Young“                                                 | 3:16  |
| 14.    | „I Think I Just Puked My Soul Out“ (záběry ze zákulisí) |       |
| 15.    | „Everywhere I Go“                                       | 3:30  |
| 16.    | „Lovin' Da Kurlzz“ (záběry ze zákulisí)                 |       |
| 17.    | „No. 5“                                                 | 3:05  |

## Tvůrci

#### Hollywood Undead
- Aron "Deuce" Erlichman - zpěv, baskytara, klávesy, produkce, mix, mastering
- Jordon "Charlie Scene" Terrell - zpěv, hlavní kytara
- Jorel "J-Dog" Decker - zpěv, doprovodná kytara, basová kytara, klávesy, synťáky, programování
- George "Johnny 3 Tears" Ragan - zpěv
- Dylan "Funny Man" Alvarez - zpěv
- Matthew "Da Kurlzz" Busek - zpěv, bicí, perkuse

#### Další hudebníci
- Glendon "Biscuitz" Crain – bicí

#### Další tvůrci
- Danny Lohner, Don Gilmore, Kevin Shirley, Ben Grosse a Jon Kaplan - produkce, mixování, mastering